# Pjotr Petrowitsch Sobennikow

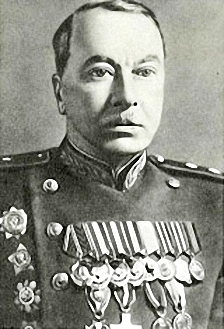
Pjotr Petrowitsch Sobennikow

Pjotr Petrowitsch Sobennikow (russisch: Пётр Петрович Собенников; * 12. Juli 1894 in Kronstadt; † 14. August 1960 in Moskau) war ein sowjetischer Generalleutnant und Armeeführer im Zweiten Weltkrieg.

## Leben
Pjotr Sobennikow wurde 1894 in einer adeligen Familie in Kronstadt geboren. Sein gleichnamiger Vater zeichnete sich während des Russisch-Türkischen Krieges von 1877–1878 in der Schlacht von Plewna aus, wurde darauf höherer Offizier und erhielt den Adelsrang.

### Frühe Militärkarriere
Pjotr Petrowitsch absolvierte 1916 die Kavallerieschule von Nikolajew und nahm dann als Fähnrich am Ersten Weltkrieg teil. Im Mai 1918 trat er in die Rote Armee ein und nahm am Russischen Bürgerkrieg teil. Zunächst war er Zugführer eines Regiments der 4. Petrograder Schützendivision, dann ab November 1918 Adjutant des 2. Kavallerie-Regiments, das im Raum Kasan eingesetzt war. Ab September 1919 fungierte er als Adjutant des Stabschefs der 13. Kavalleriedivision an der Ostfront. Von Dezember 1919 bis Januar 1920 bekämpfte er die Orenburger Kosaken unter General A. I. Dutow bei Kokchetaw, Akmola und Karakalinski. Im August 1920 schützten Einheiten seiner Division in der Region Zajsan die Staatsgrenze zu China und beteiligten sich an der Liquidierung der dort stehenden Weißen Garde. Ab Januar 1921 wurde er Stabschef der 13. Kavalleriedivision und vom 24. Juni 1921 bis zum 27. Juli 1922 war er stellvertretender Kommandeur der 13. Kavalleriedivision. Am 19. Oktober 1921 erhielt er den Rotbannerorden für seine erfolgreiche Operation auf dem Gebiet der chinesischen Provinz Xinjiang gegenüber dem Korps des General A. S. Bakitsch. Nachdem er im August 1923 die höheren militärischen Kurse an der Akademie der Roten Armee abgeschlossen hatte, wurde er zum Kommandeur der selbständigen 4. Kavallerie-Brigade ernannt.
1927 absolvierte Sobennikow höhere Fortbildungskurse beim Generalstabs der Roten Armee. Ab Januar 1931 war er stellvertretender Inspektor der Kavallerietruppen und ab März 1935 Inspektor der Kavallerie der Roten Armee. 1935 wurde er Brigadekommandeur und im Januar 1937 Kommandeur der 8. Kavallerie-Division. Im Juni 1938 trat er dem Büro des Inspektorats der Kavallerie der Roten Armee bei. Im Februar 1939 wurde er zum Lehrer für Allgemeine Taktik an der Frunse-Militärakademie der Roten Armee ernannt. Von Januar bis März 1940 nahm er am Sowjetisch-finnischen Krieg teil. Am 7. Juni 1940 wurde er zum Generalmajor und zum stellvertretender Generalinspektor der Kavallerie der Roten Armee ernannt.

### Im Vaterländischen Krieg
Im März 1941 wurde er zum Kommandeur der 8. Armee des Baltischen Militärbezirks ernannt. Sobennikows Truppen waren nach Kriegsausbruch am 22. Juni Teil der Nordwestfront, führte die Rückzugskämpfe nach Schaulen und fügte dabei den deutschen Truppen bei einer Reihe von Gegenangriffen schwere Verluste zu. Während der Schlacht um das Baltikum erlitt die 8. Armee schwere Verluste, konnte sich jedoch intakt in Richtung auf Tallinn und Pärnau zurückzuziehen. Am 3. Juli 1941 wurde er nach dem Rückzug hinter die Düna zum neuen Befehlshaber der Nordwestfront ernannt, welche für die Leningrader Verteidigungsoperation zuständig war. Seine Truppen zogen sich nach der Schlacht an der Luga und bei Nowgorod gegenüber der Heeresgruppe Nord weiter nach Norden und Osten zurück. Seine Armeen, die den deutschen Vormarsch auf Staraja Russa und Cholm stoppten, führten im Raum Soltzy einen erfolgreichen Gegenangriff und versuchten den Lowat-Abschnitt zu halten. Dennoch blieb das Hauptquartier des Oberkommandos mit seinem Vorgehen unzufrieden und am 23. August 1941 wurde Sobennikow seines Kommandos entbunden.
Vom 5. September bis zum 10. Oktober 1941 befehligte er die 43. Armee der Reservefront, die an der Kesselschlacht bei Smolensk teilnahm. Während der Wjasmer-Operation gelang es den deutschen Streitkräften, die Verteidigung der 43. Armee zu durchbrechen und die Truppen einzukesseln. Während ein Teil der 43. Armee aus der Einkreisung entkam und die Verteidigungslinie bei Moschaisk und an der Nara nordwestlich von Serpuchow erreichten geriet die Masse der Truppen in deutsche Gefangenschaft. Schon am 10. Oktober 1941 wurde Sobennikow abgesetzt am 16. Oktober verhaftet. Seine Mitschuld an der Niederlage bei Wjasma wurde untersucht.
Es wurden keine direkten Beweise für Verrat gefunden, aber er wurde des unbefugten Rückzugs angeklagt. Bei der Anhörung des Militärkollegiums des Obersten Gerichtshofs am 6. Februar 1942 wurde er für den Artikel 58 des Strafgesetzbuches zwar freigesprochen, aber nach den Artikeln 121 und 193 zu 5 Jahren Haft in einem Zwangsarbeitslager verurteilt, zudem wurde sein Rang und seine staatliche Auszeichnungen aufgehoben. Nachdem das Präsidium des Obersten Sowjets den von Sobennikow am 7. Februar 1942 eingereichten Begnadigungsantrag geprüft hatte, wurde ihm zwar die Haft erlassen aber er wurde in den Rang eines Obersten herabgestuft. Im September stand er zur Verfügung des Militärrats der Brjansker Front, welche den Plan zur Woronesch-Kastornenski-Operation entwickelte. Von November 1942 bis zum Kriegsende war Oberst P. P. Sobennikov stellvertretender Befehlshaber der 3. Armee. Er zeichnete sich von Januar bis März 1943 als Kommandeur einer Kampfgruppe der Brjansk-Front aus, die isoliert von den Hauptstreitkräften das Gebiet von Kastornoje befreiten und die Zufahrten nach Kromy erreichten.
Am 17. April 1943 erhielt er erneut den militärischen Rang des Generalmajors und ein Jahr später am 22. Februar 1944 die Beförderung zum Generalleutnant. Sobennikow nahm 1943 mit der 3. Armee an den Kämpfen von Orjol, Brjansk, Gomel-Rechiza, Rogatschew-Schlobin und 1944 an den Operationen von Bobruisk, Białystok, Mława-Elbing und Berlin teil. Nach dem Krieg kommandierte er von Juni bis August 1945 die 3. Armee, danach war er stellvertretender Befehlshaber des Minsker Militärbezirks. Im März 1946 wurde er erneut stellvertretender Befehlshaber der 3. Armee im Militärbezirk Belorussija. Ab Oktober 1946 war er stellvertretender Leiter der akademischen Taktikkurse für höhere Kommandeure der Roten Armee. Im März 1959 wurde er seiner Ämter enthoben, und im August dieses Jahres musste er sich den Forschungsarbeiten des Generalstabs zur Verfügung stellen. Bevor es zur Klärung des Sachverhaltes kam, verstarb Sobennikow im August 1960 und wurde auf dem Nowodewitschi-Friedhof in Moskau beigesetzt.
2010 überprüfte das Präsidium des Obersten Gerichtshofs die gerichtliche Entscheidung vom 6. Februar 1942 auf Empfehlung des Obersten Militärstaatsanwalts und hob das Urteil gegen Sobennikow auf, das damalige Strafverfahren wurde mangels Corpus Delicti als unrechtmäßig erklärt. Am 22. Juni 2017 hat das russische Verteidigungsministerium eine Reihe von Materialien zum Ausbruch des Zweiten Weltkriegs freigegeben und veröffentlicht, darunter befanden sich die Memoiren von Pjotr Sobennikow, welche entlastende Informationen über den Einsatz der Truppen der Nordwestfront zu Beginn des Krieges enthielten.